# Коростин, Сергей Анатольевич
Сергей Анатольевич Коростин (род. 5 июля 1989, Прокопьевск, Кемеровская область) — российский хоккеист, нападающий.

## Биография
Начал заниматься хоккеем под руководством своего отца Анатолия Коростина в прокопьевском «Шахтёре». В 2004 году дебютировал во второй команде московского «Динамо» в первой лиге первенства России. 18 января 2006 года сыграл единственный матч за «Динамо» Москва в том сезоне Суперлиги — против ЦСКА (1:2). В сезоне 2007/08 провёл четыре матча за «Шахтёр».
На драфте НХЛ 2007 года был выбран в 3-м раунде под общим 64-м номером клубом «Даллас Старз». В середине сезона 2007/08 отправился в Северную Америку, где играл за команды низших лиг «Техас Торнадо» (NAHL, 2007/08), «Лондон Найтс» (выбравшим его на драфте CHL 2009 года) и «Питерборо Питс» (OHL, 2008/09), «Техас Старз» (AHL, 2009/10), «Айдахо Стилхэдс» (ECHL, 2009/10).
В ВХЛ выступал за клубы «Динамо» Тверь (2010/11), «Сокол» Красноярск (2011/12), «Донбасс» Донецк (2011/12), ХК ВМФ / «ВМФ-Карелия» (2011/12 — 2013/14), «СКА-Карелия» (2014/15), «СКА-Нева» (2015/16), «Металлург» Новокузнецк (2017/18 — 2018/19), «Зауралье» Курган (2019/20). В сезоне 2016/17 играл в чемпионате Словакии за «Маунтфилд» Мартин.
Чемпион мира среди юниоров 2007 года. Бронзовый призёр молодёжного чемпионата мира 2009 года.